# Just Melody
「just Melody」（ジャスト・メロディ）は、UVERworldの3作目のシングル。2006年1月25日にgr8!Recordsより発売された。

## 概要
前作「CHANCE!」からおよそ3か月ぶりとなる、アルバム『Timeless』からの先行シングル。初のノンタイアップシングルとなった。ジャケットの異なる初回生産限定盤と通常盤の2形態で発売。初回生産限定盤の特典として、メジャーデビューから本作発売までの軌跡を「WELCOME TO UVERworld」と題しインタビューを織り交ぜて紹介したDVDが同梱された。表題曲でテレビ朝日系列『ミュージックステーション』に初出演を果たした。
オリコンチャート初登場17位を獲得。3作連続でのトップ20入りを果たした。

## 収録内容
| #         | タイトル                            | 作詞                | 作曲         | 編曲               |                         | 時間  |
| --------- | ----------------------------------- | ------------------- | ------------ | ------------------ | ----------------------- | ----- |
| 1.        | 「just Melody」                     | Alice ice / TAKUYA∞ | 彰 / TAKUYA∞ | UVERworld & 平出悟 |                         | 5:04  |
| 2.        | 「Revolve」                         | Alice ice / TAKUYA∞ | UVERworld    | UVERworld & 平出悟 |                         | 3:17  |
| 3.        | 「D-tecnoLife (RYUKYUDISCO REMIX)」 | TAKUYA∞             | TAKUYA∞      |                    | リミックス: RYUKYUDISKO | 3:57  |
| 合計時間: | 合計時間:                           | 合計時間:           | 合計時間:    | 合計時間:          | 合計時間:               | 12:18 |

### 楽曲解説
just Melody
インディーズ時代に「癒音」というタイトルで存在していた楽曲。彰はこの楽曲についてモグワイに影響を受けて制作したと語っている。テーマは「春に向けての旅立ち」。イントロは教会をイメージして制作された。MV撮影は都内のライブハウスにて行われ、一般公募にて選出されたエキストラが参加している。前作に引き続き大喜多正毅が監督を務めた。
Revolve
メジャーデビュー後、メンバー5名で作詞・作曲を行った初の楽曲。e-radio主催による『HUCKLEBERRY』（滋賀県）でのライブイベント「High 10sion e-radio presents UVERworld Premium Live」にて披露された。FCツアーにてファンが聴きたい楽曲投票で1位になっている。
D-tecnoLife (RYUKYUDISCO REMIX)
1stシングル表題曲のリミックスバージョン。

## 参加ミュージシャン
UVERworld
- TAKUYA∞：Vocal & Programming
- 克哉：Guitar
- 彰：Guitar
- 信人：Bass
- 真太郎：Drums

## 収録アルバム
| 曲名        | アルバム名                                   | 発売日        | 備考                                             |
| ----------- | -------------------------------------------- | ------------- | ------------------------------------------------ |
| just Melody | 『Timeless』                                 | 2006年2月15日 | 1stスタジオ・アルバム アルバムバージョンでの収録 |
| just Melody | 『ALL TIME BEST -FAN BEST- (EXTRA EDITION)』 | 2018年7月18日 | 2ndベスト・アルバム                              |